# Richard Norman Shaw

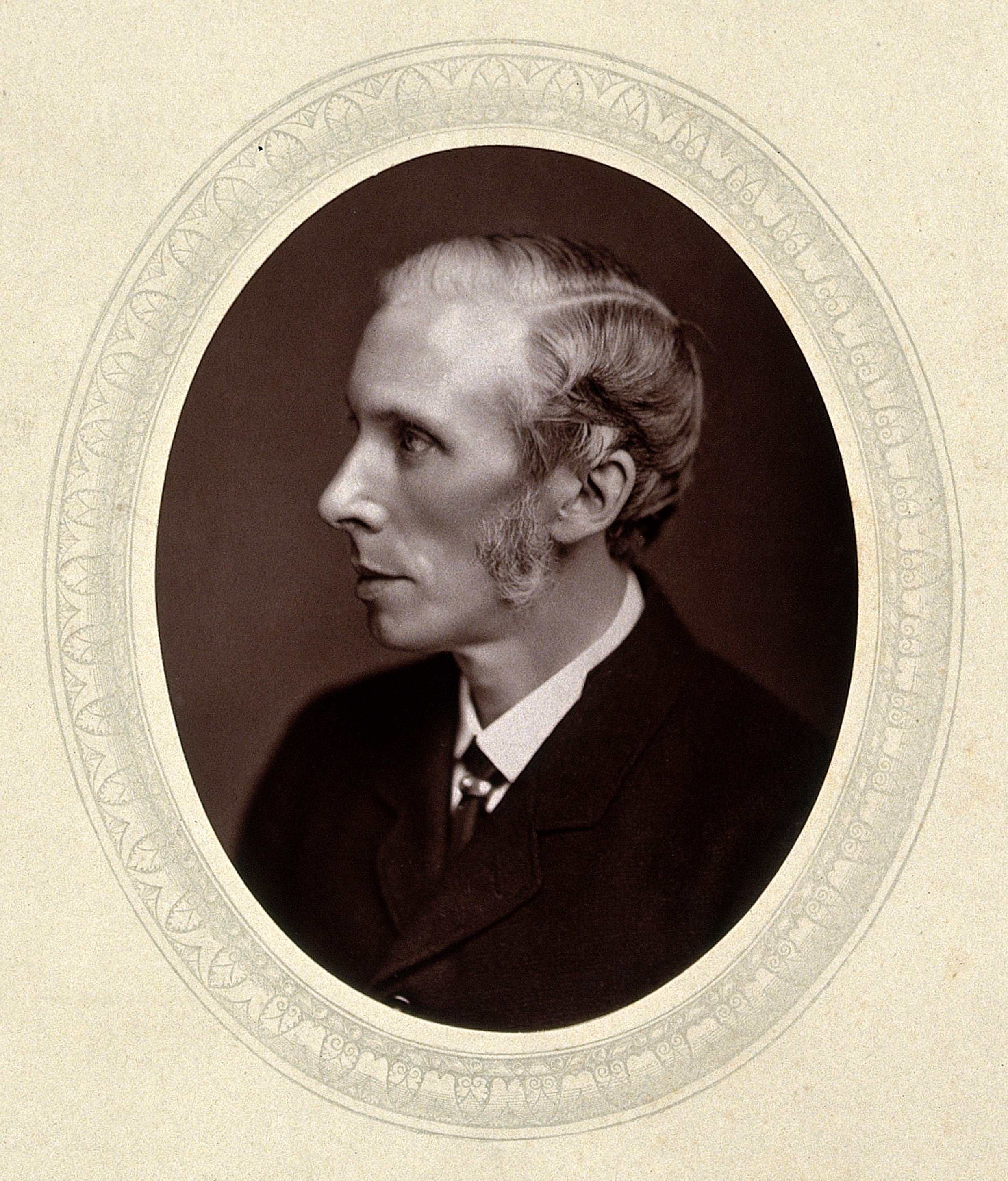
Richard Norman Shaw

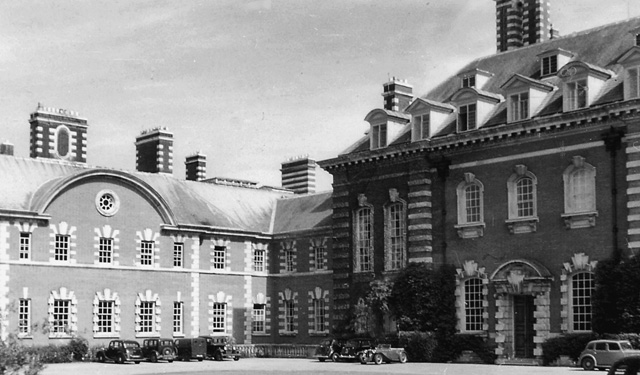
Bryanston House, Blandford Forum

Richard Norman Shaw (Edimburgo, 7 maggio 1831 – Londra, 17 novembre 1912) è stato un architetto scozzese, conosciuto per le sue country house ed i suoi edifici commerciali, ed esponente del Queen Anne Style.

## Biografia
Il suo lavoro è basato su un ingegnoso spazio aperto, detta Great Hall o sitting hall, situato subito dopo l'ingresso, da cui parte una grande scala che porta ai piani superiori. Questo divenne il modello di casa di campagna per famiglie più prodotto nell'ultimo decennio del XIX secolo. Fu anche coinvolto numerose architetture di tipo ecclesiastico: restaurò infatti anche la St. John's Church (Leeds), e progetto la St. Margaret's church (Ilkley) e la "Chiesa di Tutti i Santi" di Leek.

### Opere
- 1-2 St James St, London, 1882

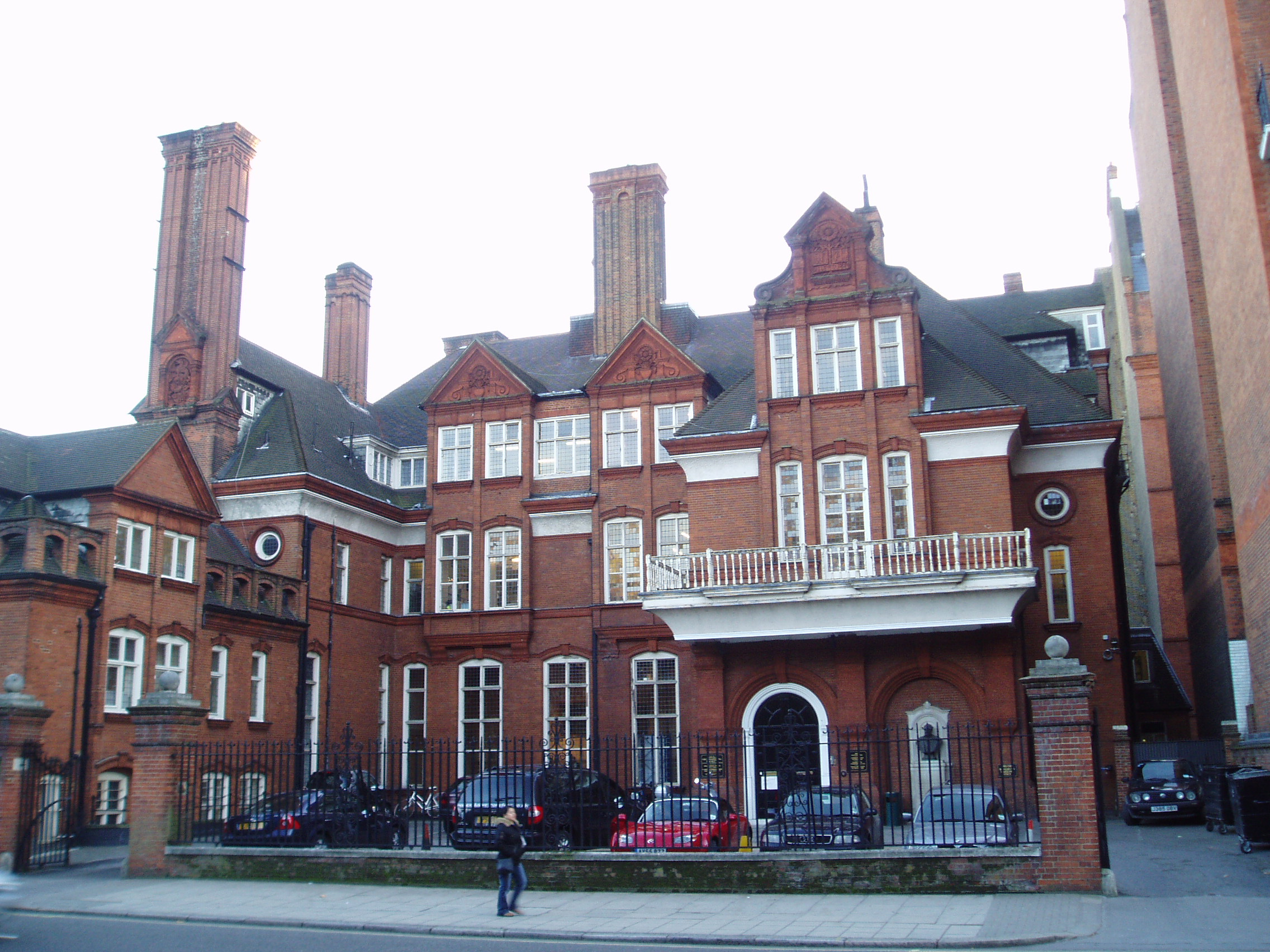
La sede della Royal Geographical Society a Londra

- Glen Andred, at Withyham,Sussex, 1867
- Leyswood, at Withyham, Sussex, 1866–1869
- Cragside, at Rothbury, Northumberland, 1869/1870–1885
- Preen Manor, Shropshire
- Grim's Dyke, Harrow, London, 1870
- New Zealand Chambers, Leadenhall Street, London, c. 1870–80
- Pierrepont and Merrist Wood, Surrey
- Lowther Lodge, Kensington, 1873–1875, headquarters of the Royal Geographical Society
- 6 Ellerdale Road, Hampstead, London, built for himself
- House of Bethany, St Clement's Road, Bournemouth, Dorset, 1874–1875
- Wispers, West Sussex, 1874-1876
- Pierrepont House, Frensham, 1876–78

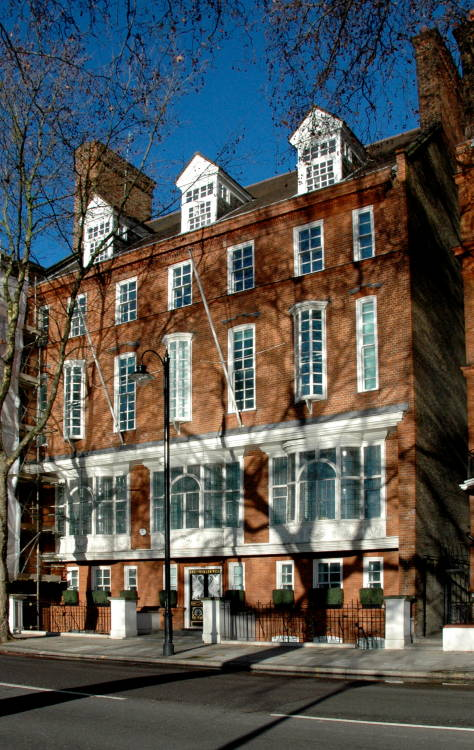
Swan House, Londra

- Old Swan House, 17 Chelsea Embankment, London, 1875–1877
- Bedford Park, London, the first "garden city" suburban development: housing, including St Michael and All Angels Church, 1879–1882
- Albert Hall Mansions, at Kensington Gore, London, 1879–1886
- Adcote, Little Ness, Shropshire, 1876–1881
- Flete House, Devonshire
- Greenham Lodge, Berkshire
- Dawpool, Cheshire (demolished, 1920s)
- Bryanston House - Bryanston School, Dorset, 1889-1894
- Chesters, Northumberland
- New Scotland Yard, on the Thames Embankment, London, 1887–1906 (built as the headquarters of the Metropolitan Police, now known as the Norman Shaw Buildings and used as Parliamentary offices)
- Piccadilly Hotel, Piccadilly Circus, London, England, 1905 to 1908; his last work
- Albion House, James Street, Liverpool, 1896–1898
- House for Kate Greenaway, Frognal, London, 1885
- Swanscombe Church in Kent
- White Lodge and White Lodge West, Bingley, West Yorkshire
- Bannow, Residential Care Home, St Leonards-on-Sea, East Sussex, 1877

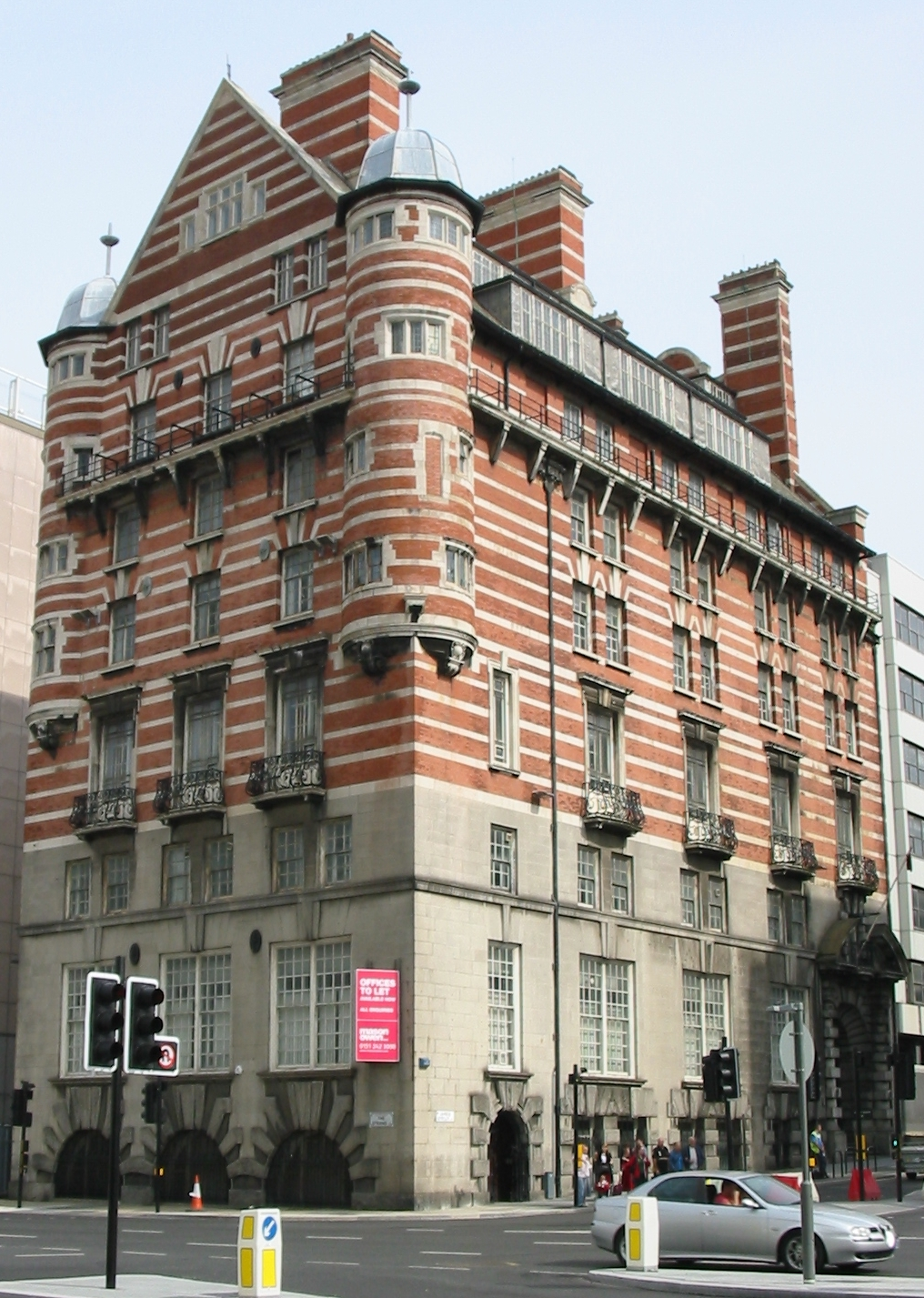
Albion Haouse - Liverpool.

- Claremont School, originally the Ebden family home named Baldslow Place, St.Leonards-on-Sea, East Sussex 1888
- 4 - 6 Page Heath Lane, Bickley, Kent, 1864
- The Corner House, 114 Shortlands Road, Beckenham, Kent, 1869
- 88 St. James's Street, London, 1904
- Bailiff's Cottage, Bromley Palace Estate, Bromley, Kent, 1864 (demolished)
- Town Hall, Market Square, Bromley, kent, 1863 (unexecuted)
- Bradford City Hall extension 1909.
- Holy Trinity Church, Bingley, Yorkshire 1866-1868 (demolished 1974)
- Holme Grange School, Wokingham, Berkshire East Sussex 1883
- Alderbrook Park, Cranleigh, Surrey 1881 (house for Pandeli Ralli, demolished 1956)
- Flora Fountain, Mumbai, India, 1864
- Highdown School, Emmer Green, Reading, Berkshire, 1878-80